# Apostolis Antymos
Apostolis Antymos (Siemianowice Śląskie, 25 september, 1954) is een Pools jazz- en rockgitarist, drummer en keyboardspeler. Hij is van Griekse afkomst.
Antymos is lid van de Poolse progressieve rockgroep SBB.
Daarnaast werkt hij samen met onder anderen Czesław Niemen, Tomasz Stańko, George Dalaras, Vangelis Katsoulis, en een aantal bands, waaronder Krzak and Dżem. Hij was betrokken bij opnames voor meer dan vijftig albums, waaronder drie eigen: Days We Can't Forget (1994, met Gil Goldstein, Jim Beard, Matthew Garrison & Paul Wertico), Theatro (1999) en Back to the North (2006, met Wertico and Marcin Pospieszalski).
Zijn soloprojecten:
- Apostolis Anthimos Trio (met Krzysztof Dziedzic op drums en Robert Szewczuga op basgitaar)
- Apostolis Anthimos Quartet (met Arild Andersen op contrabas, Tomasz Szukalski op saxofoon en Krzysztof Dziedzic op drums)